# Kanton Aix-les-Bains-Nord-Grésy
Kanton Aix-les-Bains-Nord-Grésy (francouzsky Canton d'Aix-les-Bains-Nord-Grésy) je francouzský kanton v departementu Savojsko v regionu Rhône-Alpes. Tvoří ho osm obcí.

## Obce kantonu
- Aix-les-Bains (severní část)
- Brison-Saint-Innocent
- Grésy-sur-Aix
- Montcel
- Pugny-Chatenod
- Saint-Offenge-Dessous
- Saint-Offenge-Dessus
- Trévignin